# Катакомбе (филм из 1964)
„Катакомбе“ је југословенски филм из 1964. године. Режирао га је Марио Фанели, а сценарио је написан по делу Аугуста Цесарца.

## Улоге
| Глумац        | Улога |
| ------------- | ----- |
| Антун Врдољак |       |